# Strongylacidon platei
Strongylacidon platei är en svampdjursart som först beskrevs av Thiele 1905.  Strongylacidon platei ingår i släktet Strongylacidon och familjen Chondropsidae. Inga underarter finns listade i Catalogue of Life.